# Semmelweis Egyetem Sebészeti, Transzplantációs és Gasztroenterológiai Klinika – Baross utcai részleg
A Semmelweis Egyetem Sebészeti, Transzplantációs és Gasztroenterológiai Klinikaájának Baross utcai részlege (korábban Transzplantációs és Sebészeti Klinika, még korábbi nevén Semmelweis Egyetem II. Számú Sebészeti Klinika) egy nagy múltú budapesti egészségügyi intézmény.

## Története
A józsefvárosi belső klinikai tömb részeként a Baross utca 23. szám alatt fekvő telken 1899–1900-ban Kiss István tervei szerint, olasz neoreneszánsz stílusban felépített II. Számú Sebészeti Klinika tervezője nem ismert. Az épület a maga korában ritkaságnak számított és modellként szolgált a többi budapesti kórház tervezésénél tisztaság, sterilitás és higiénia tekintetében. 
Az intézményben jelenleg a hagyományos sebészeti tevékenységek mellett jelentős szervátültetési tevékenység is folyik, a Semmelweis Egyetem hallgatói pedig magyar és angol nyelvű előadások során ismerkedhetnek meg a sebészet alapjaival. Az épületben külön doktori iskola is működik.

## Képtár

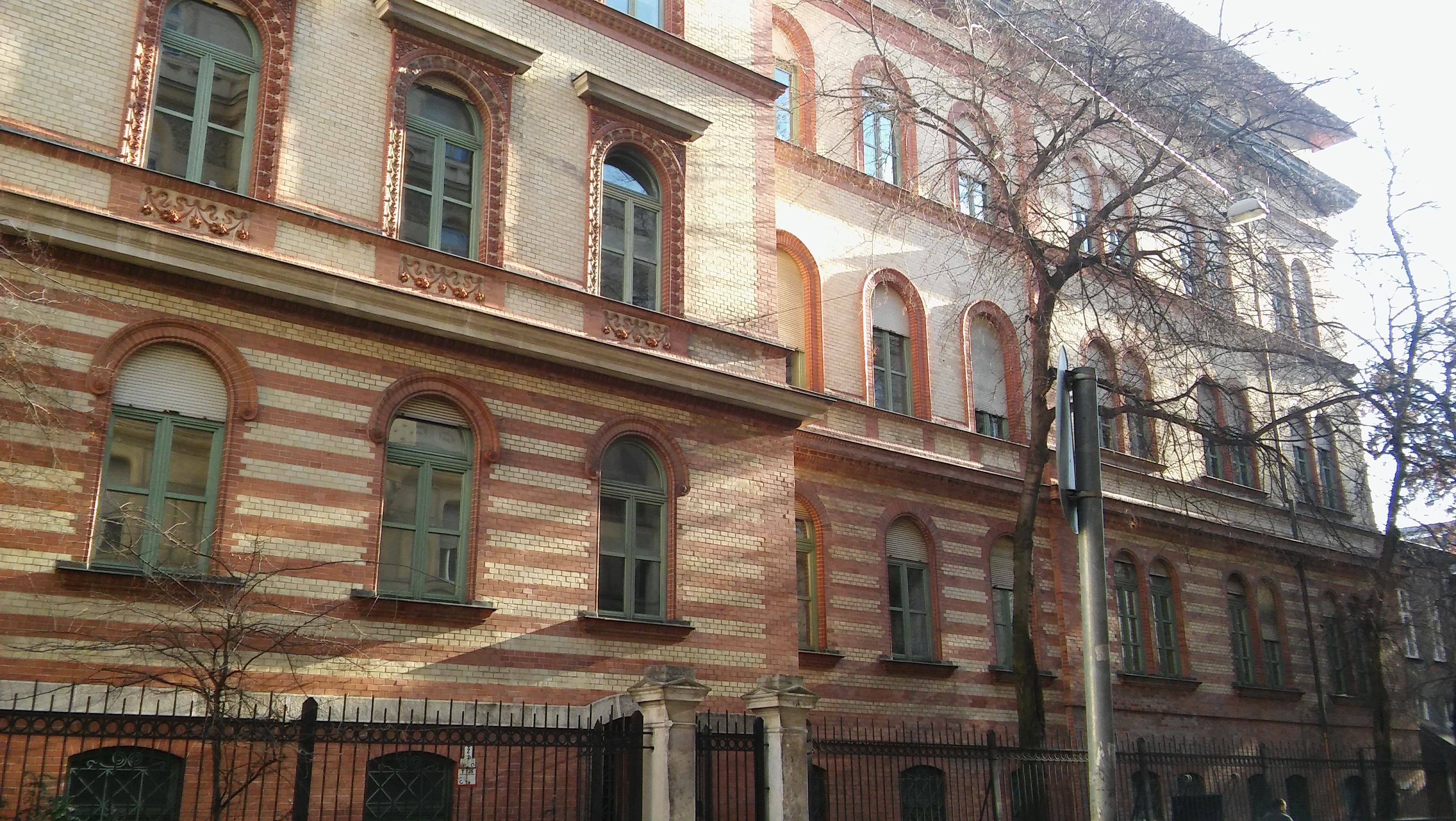
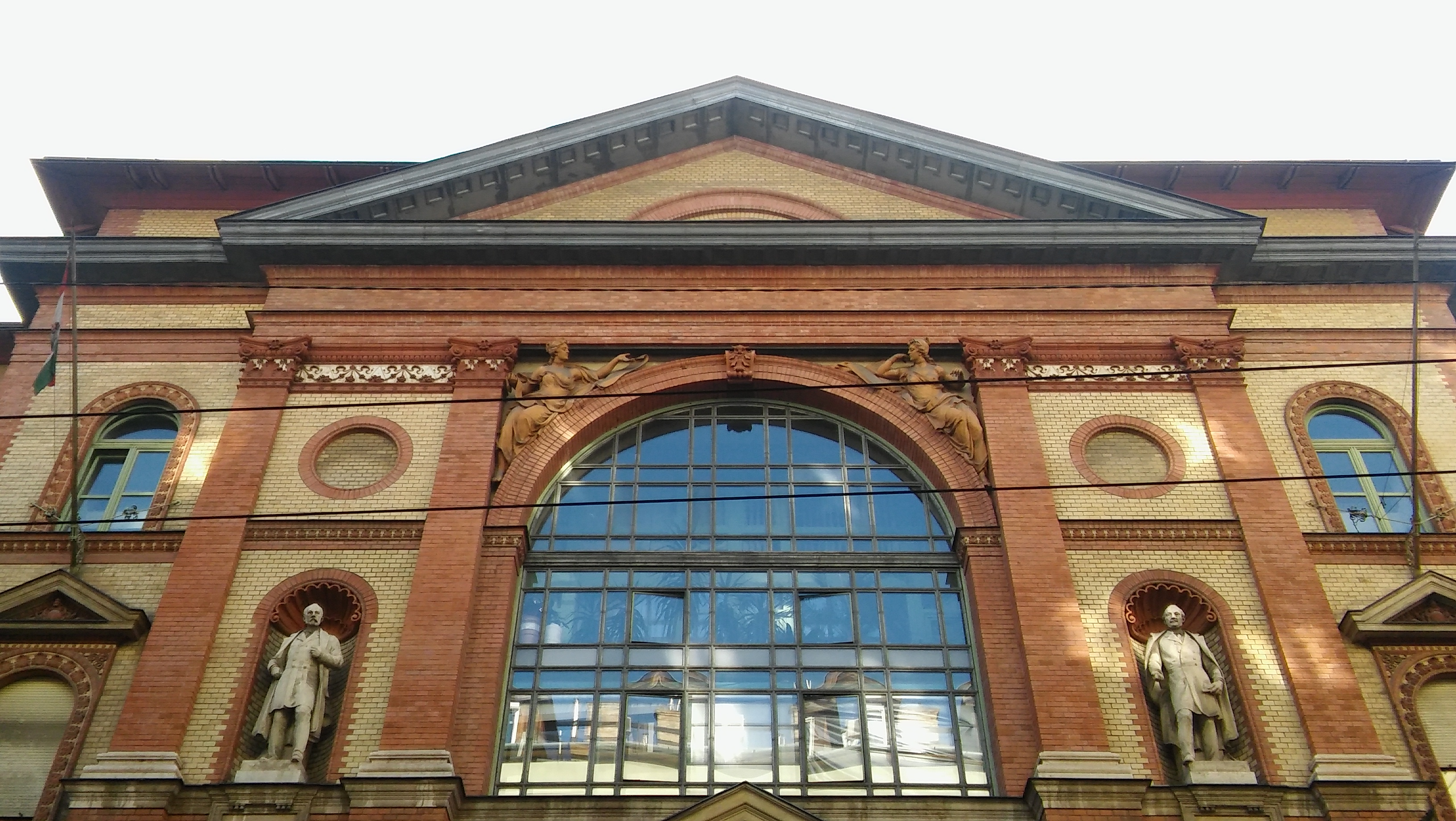
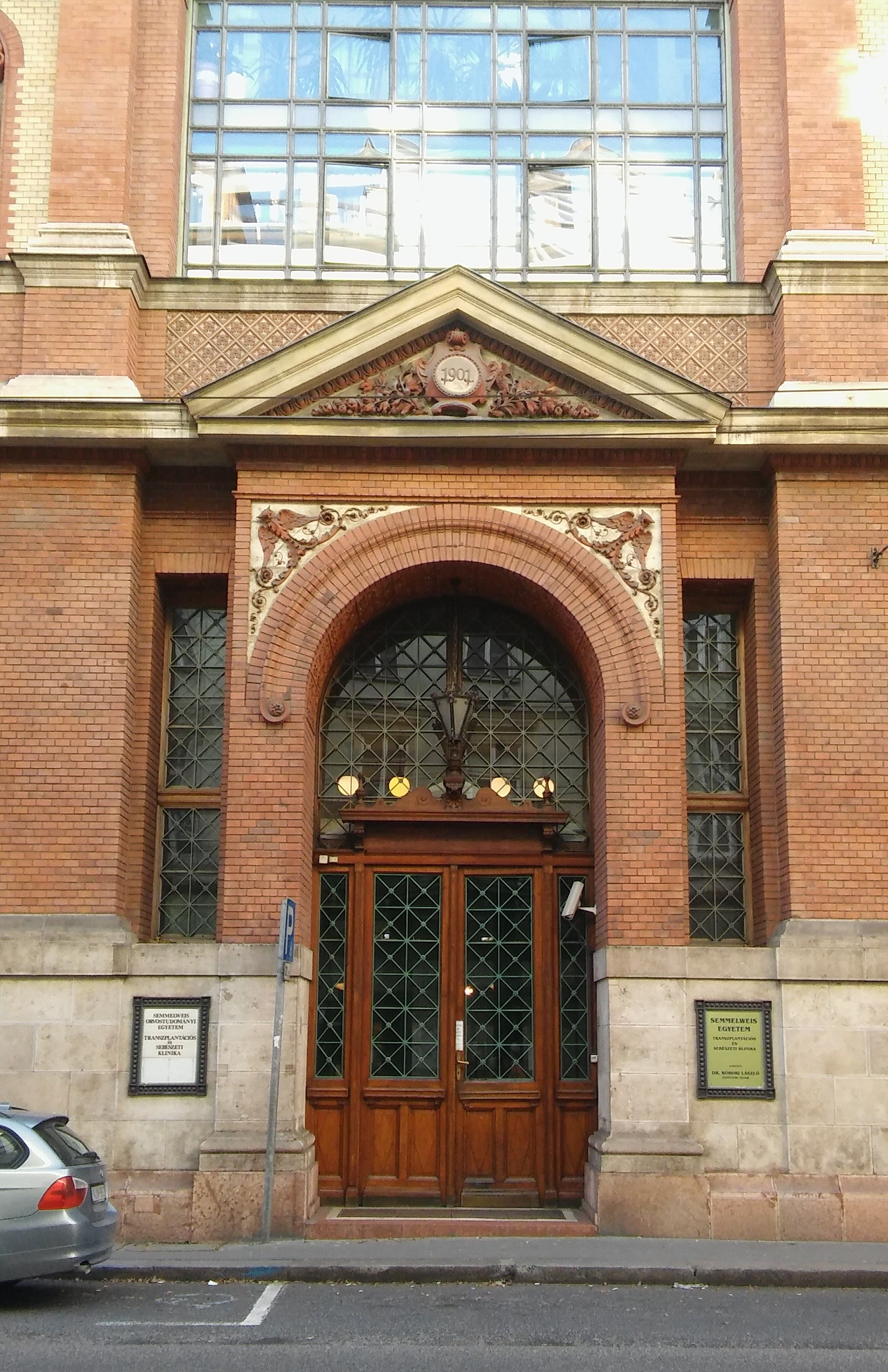
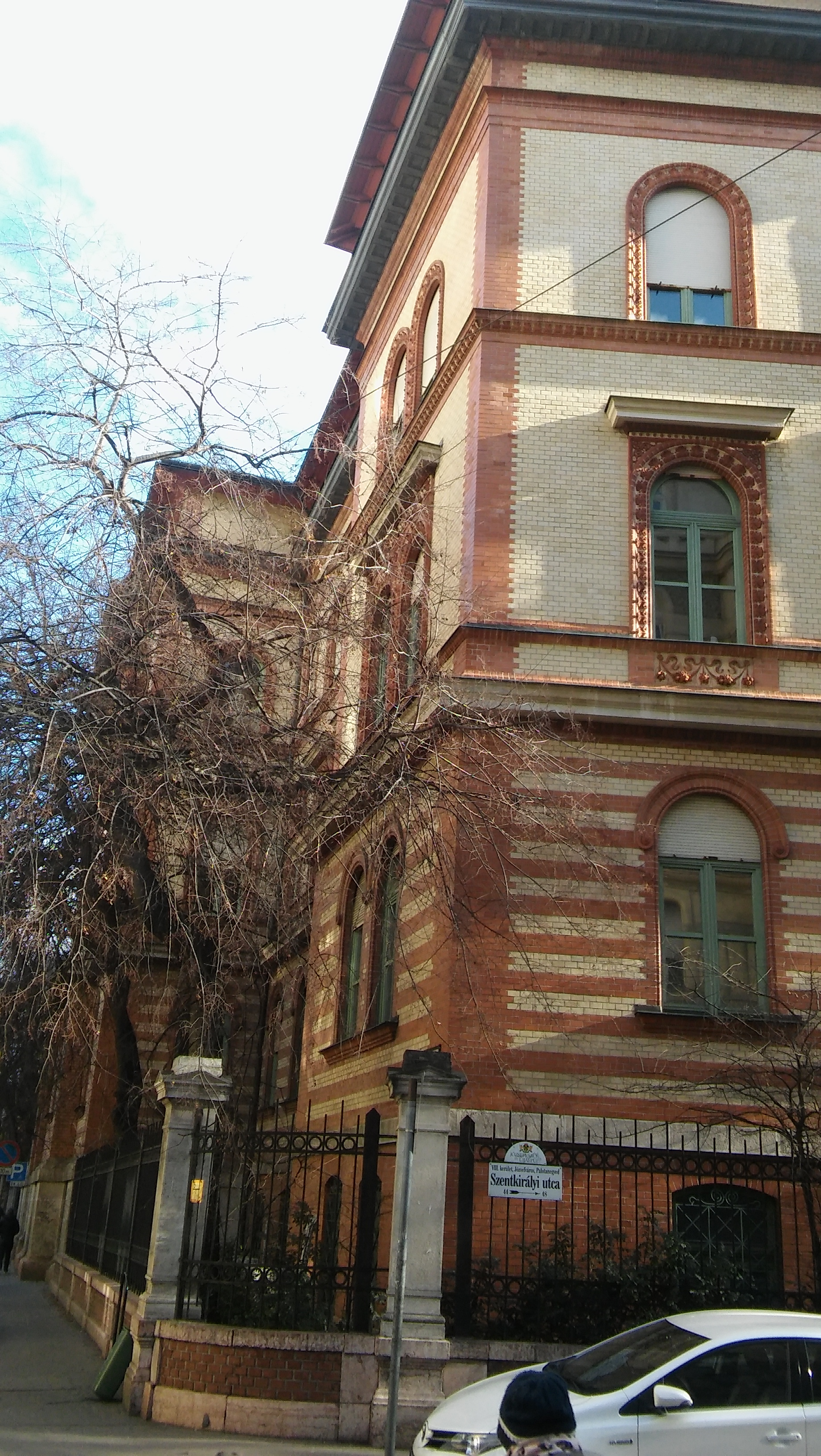
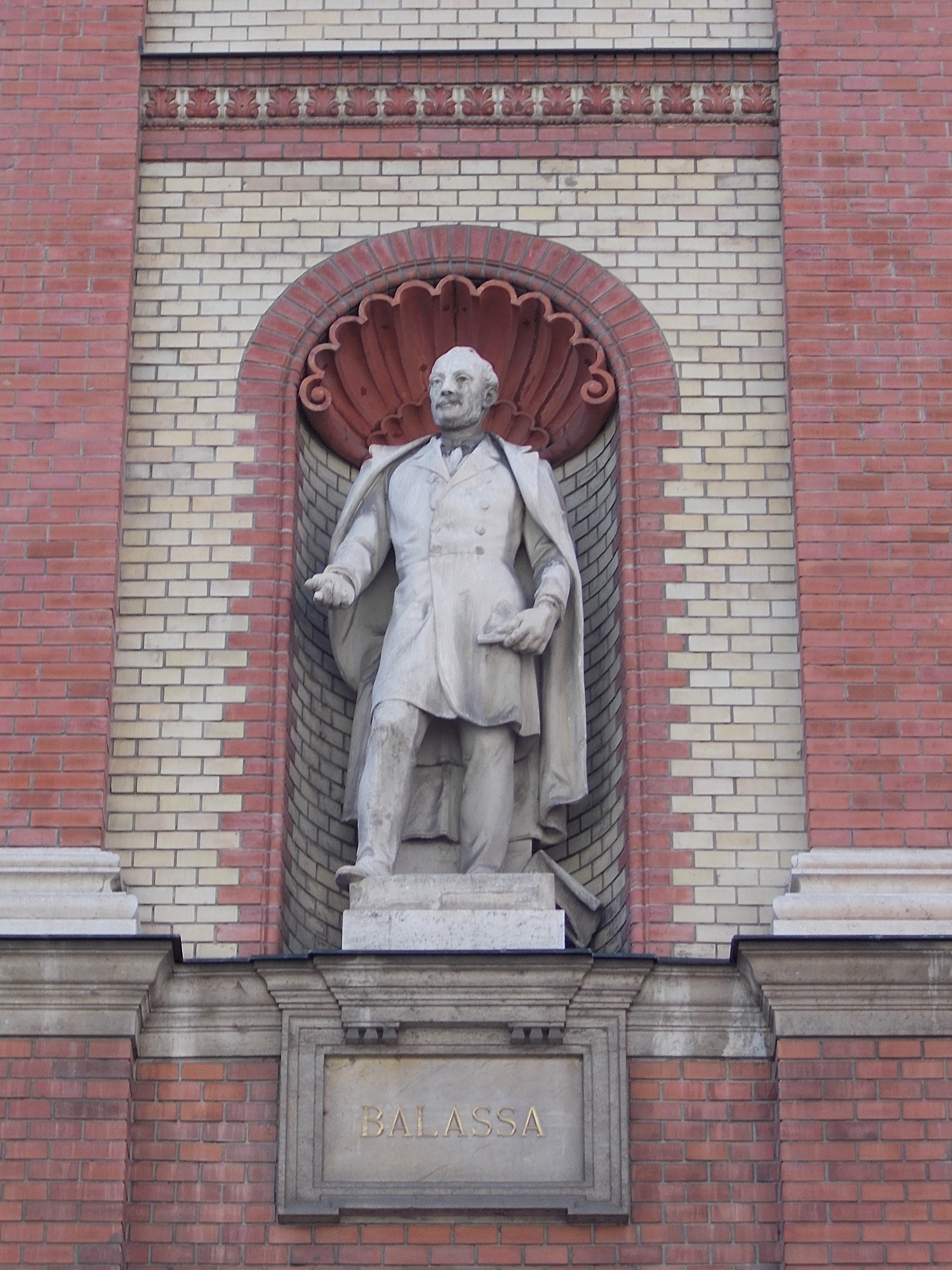

## Egyéb szakirodalom
- Pestessy József: Józsefvárosi orvosok, kórházak, klinikák, Budapest Józsefvárosi Önkormányzat, Budapest, 2002
- Langer Róbert (szerk.): A Baross utcai Sebészeti Klinika története, Semmelweis Kiadó, Budapest, 2011